# Mikro-Stimulation

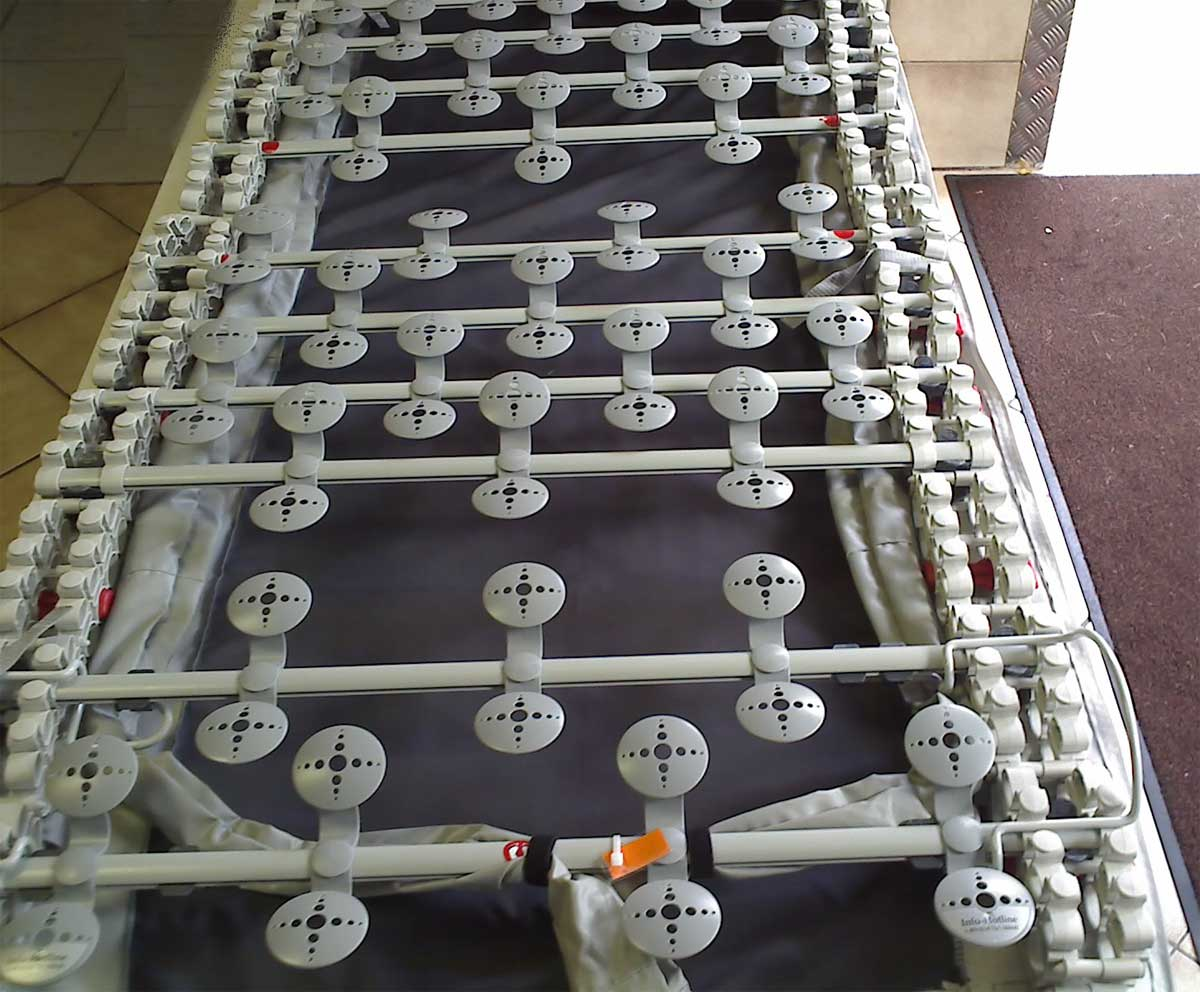
Unterfederung einer Mikro-Stimulationsmatratze

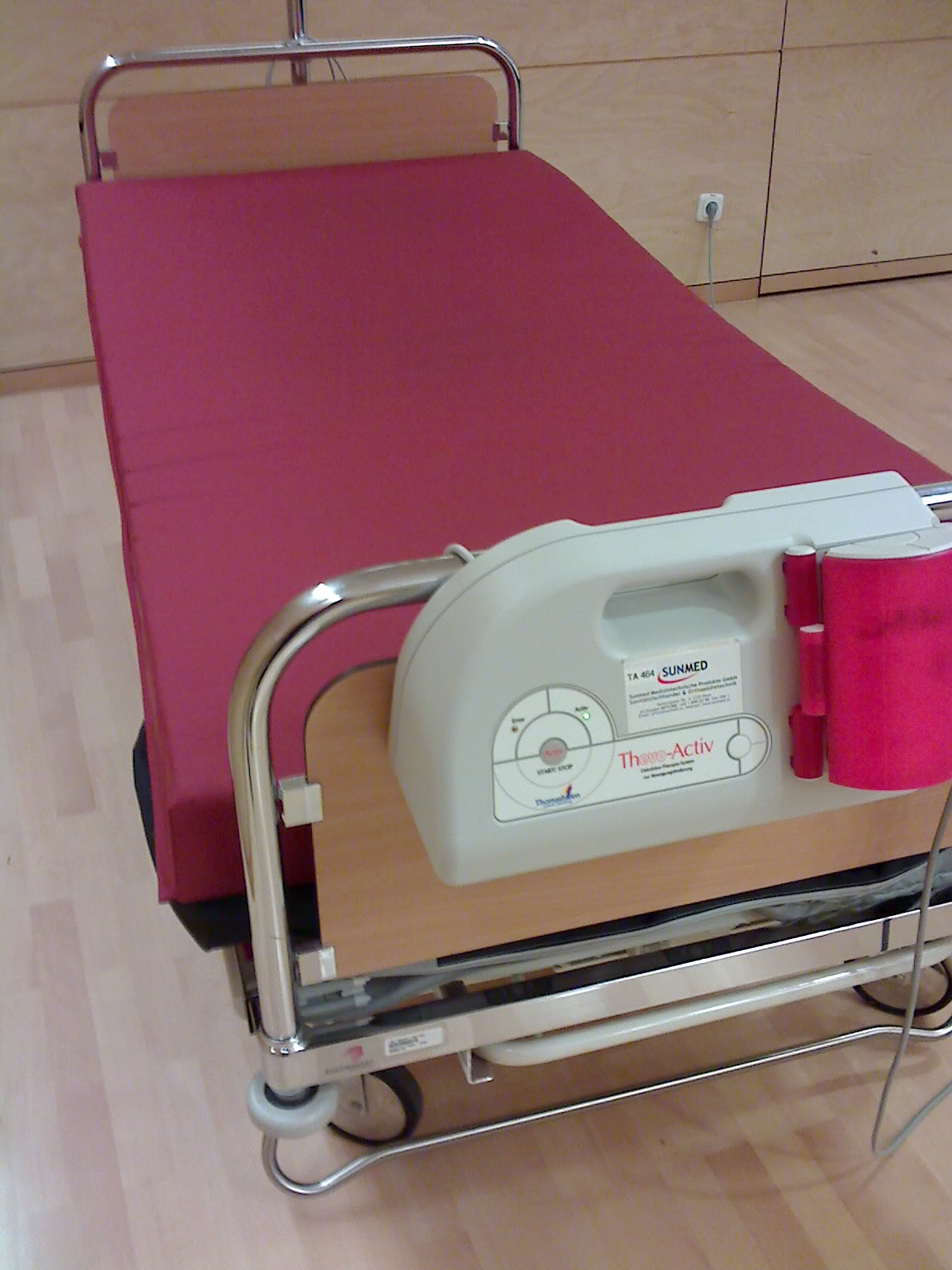
Aktive Mikro-Stimulationsmatratze

Ein Mikro-Stimulationssystem (kurz MiS) ist ein dynamisches System zur Stimulation von Mikrobewegungen, das in der Krankenpflege als Liegesystem für die Prophylaxe und Therapie des Dekubitus verwendet wird.

## Wirkungsprinzip
Die Mikro-Stimulation hat ihre theoretischen Grundlagen in der Basalen Stimulation. Mikrostimulationssysteme fördern und erhalten in Kombination mit einer moderaten Weichlagerung die Eigenwahrnehmung des Patienten. Sie bestehen typischerweise aus Torsionsflügelfedern unterhalb der Matratze. Passive Systeme nutzen die Eigenbewegungen des Patienten aus, stellen über eine Bewegung der Federn eine Rückkopplung zum Patienten her und sorgen so für Bewegungsimpulse. Sie sind wartungsfreundlich und setzen eine minimale Eigenbewegung des Patienten voraus. Aktive Systeme sind mit einem Motor ausgestattet, der die Federn ansteuert und verschiedene Stimulationsmuster, etwa Welle oder Rotation, über die Matratze auf den Patienten überträgt.

## Bewertung der Mikrostimulation
Im Gegensatz zu herkömmlichen Anti-Dekubitussystemen, die auf der Überlegung der statischen Weichlagerung oder des Wechseldrucks basieren, soll bei dieser Art der Dekubitusprophylaxe die Mobilität des Patienten nicht eingeschränkt, sondern im Gegensatz dazu sogar gefördert werden. Es wird versucht, die Körperwahrnehmung zu erhalten und Eigenbewegungen des Patienten zu fördern. Anders als bei Luftkissensystemen ist die Lagerung eines Patienten mit einer Extension des Beines auf einem Mikro-Stimulationssystem möglich. Der Patient liegt stabil, wodurch es nicht zu einer Veränderung der Extension kommt.
Als vorteilhaft gilt gegenüber Weichlagerungssystemen der vergleichbare Nutzen bei geringeren Nebenwirkungen. Nachteilig ist, dass passive Mikrostimulationssysteme eine Eigenbewegung des Patienten voraussetzen und mit hohen Anschaffungskosten verbunden sind. Eine Bewertung des Systems kann mangels pflegewissenschaftlicher Studien noch nicht abschließend vorgenommen werden. Eine Pilotstudie an 89 Patienten, die aktive und passive Mikrostimulation mit der Lagerung auf einem konventionellen Krankenhausbett verglich, ergab jedoch Hinweise auf einen höheren subjektiven Komfort und höhere Bewegungsfreiheit. Aussagen zur Verbesserung von Schmerzen und Vigilanz fielen nicht so deutlich aus, was auch auf die niedrige Fallzahl zurückgeführt wurde.